# Raymond J. Bowman
Raymond J. Bowman (* 2. April 1924 in Rochester, New York; † 18. April 1945 in Leipzig, Deutschland) war ein US-amerikanischer Soldat. Er wurde bekannt, weil sein Tod durch die Fotos des bekannten Kriegsreporters Robert Capa weltberühmt wurde. Die Fotos wurden am 14. Mai 1945 im Life Magazine veröffentlicht. Ein Bild mit dem Titel The Picture of the Last Man to Die wird im International Center of Photography in New York gezeigt.

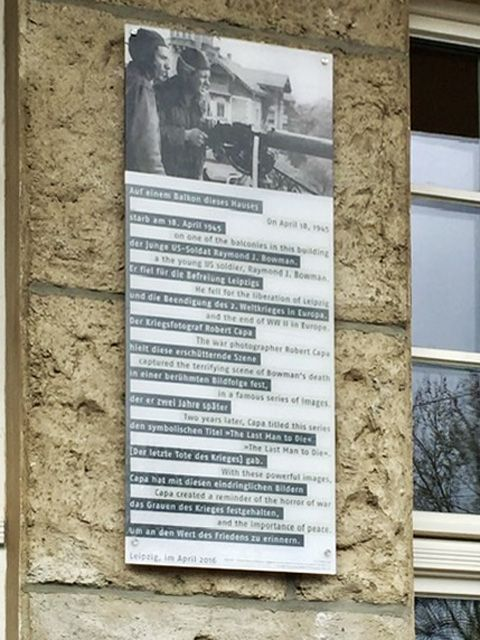
Raymond Bowman-Gedenktafel am Capa-Haus Leipzig (2016)

## Biographie
Raymond Bowman besuchte vier Jahre die Highschool, war nicht verheiratet und hatte keine Kinder. Er wurde am 21. Juni 1943 mit der Dienstnummer 32846512 zum Militär eingezogen. Der Soldat diente in der Kompanie D des I. Bataillons des 23. Infanterieregiments. Sie waren mit schweren Maschinengewehren (MG) ausgerüstet. Sein Regiment gehörte zur 2. US-Infanterie-Division („Indianheads“), die im Juni 1944 an der Landung in der Normandie beteiligt war. Sie befreiten weite Teile Frankreichs und Belgiens. Am 18. April 1945 rückten sie schließlich von Westen her nach Leipzig ein. An diesem Tag verlor Raymond Bowman sein Leben. Er befand sich mit seiner Einheit auf einem Balkon in der heutigen Jahnallee 61, wo er als Mitglied eines MG-Trupps die Erstürmung der Zeppelinbrücke deckte. Ein deutscher Scharfschütze, der auf Höhe der Zeppelinbrücke lag, traf Bowman zwischen die Augen. Bowman starb sofort, er war 21 Jahre alt.

## Robert Capas Fotoserie
Robert Capa begleitete die Truppe als Kriegsreporter. Es war kein Zufall, dass er ausgerechnet mit nach Leipzig kam: Seine Geliebte stammte von dort. Am 5. Mai 1945 schickte Capa die Bilder mit folgendem Telegramm nach New York: „Todesstöße. Der Krieg geht weiter. Nur wenige Sekunden, nachdem diese amerikanischen Soldaten Patronen in ein Maschinengewehr geladen hatten in Leipzig. Das Gewehr wurde auf einen offenen Balkon gestellt. Ein Nazi-Scharfschütze nahm es ins Visier, feuerte eine Kugel und der Amerikaner starb auf dem Fußboden, ein Schuss zwischen die Augen.“

## Hintergrund
Bis zum 10. Dezember 2011 war die Identität des getöteten Soldaten in Deutschland unbekannt. Erst durch Recherchen interessierter Leipziger, allen voran des Militärhistorikers und Autors Jürgen Möller und der Leipziger Volkszeitung, konnte der Zeitzeuge Lehman Riggs gefunden werden, der von den Ereignissen bei einem amerikanischen Radiosender berichtete. Raymond J. Bowman wurde zunächst auf einem US-amerikanischen Soldatenfriedhof in Frankfurt am Main beigesetzt. Im Jahre 1948 wurde er in die Vereinigten Staaten überführt und ist heute auf dem Holy Sepulchre Cemetery in Rochester begraben.

## Das Haus Jahnallee 61
Das Haus, in dem die Fotos entstanden sind, befindet sich in der Jahnallee 61.
Es stand seit Jahren leer und drohte seit einem Brand in der Silvesternacht 2011/2012 einzustürzen. Die Stadt Leipzig hatte einem Abriss zugestimmt, wollte das Haus aber dennoch notdürftig sichern und langfristig erhalten bzw. renovieren.
Am 31. August 2012, dem Vorabend des Weltfriedenstages, erinnerten Leipziger Bürger mit einer Plakataktion an die Bedeutung des Hauses für die Bewahrung der Geschichte.
Von 2013 bis 2016 erfolgte dann die denkmalgerechte Sanierung der Gebäude Jahnallee 61 – auch bekannt als Capa-Haus – einschließlich der Nachbargrundstücke Luppenstr. 26 und 28 von der ls-immobiliengruppe unter dem Namen Palmengartenpalais
Laut Leipziger Volkszeitung online vom 6. April 2014 war auch die Unterbringung eines Museums im Gebäude vorgesehen sowie eine Gedenktafel aus Bronze an der Fassade geplant. Am 17. April 2016 wurde in Anwesenheit zweier Kriegsveteranen (Lehman Riggs aus den USA und Franz Caspari aus Deutschland) die Eröffnung eines Ausstellungsraumes und die Enthüllung einer Gedenktafel vorgenommen.

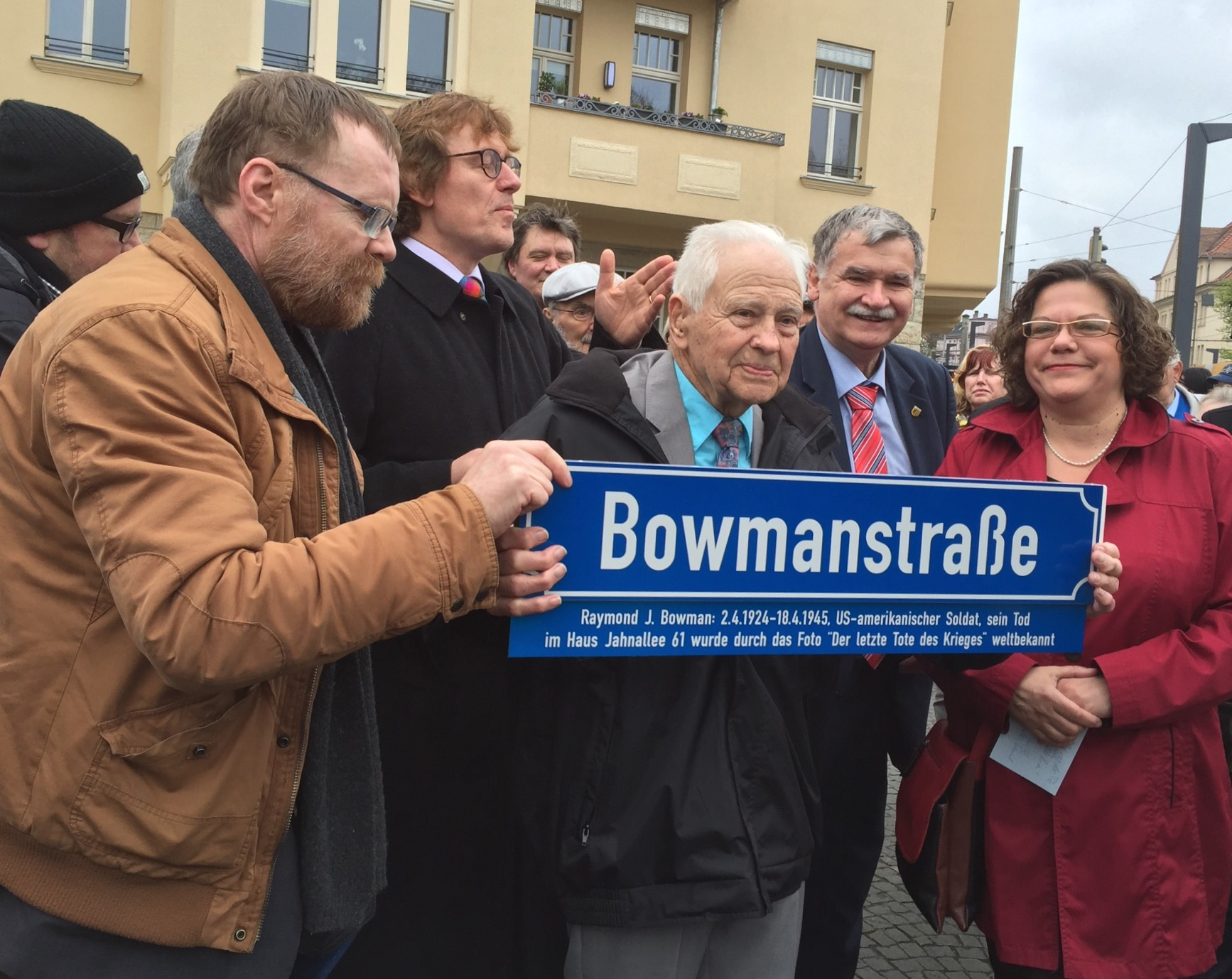
Bowmanstraße seit dem 17. April 2016

Seit 2012 lag der Stadtverwaltung ein Vorschlag vor, eine Straße in der Nähe des Capa-Hauses in Raymond-J.-Bowman-Straße umzubenennen. Zu den Unterstützern des Antrags zählten u. a. US-Army-Veteran Lehman Riggs, ein Kamerad Bowmans, und der Kabarettist Meigl Hoffmann. Am 17. April 2016 wurde die Umbenennung der Straße in Bowmanstraße in Anwesenheit des 96-jährigen Riggs vorgenommen. Es betrifft eine Teilstraße von der Lützner Straße/Ecke Jahnallee. Bowmans Freund Riggs wurde am 18. Januar 2020 in Tennessee 100 Jahre alt. Die Leipziger Volkszeitung erinnerte an ihn, und die Filmemacherin Alina Cyranek überraschte mit einem Video anlässlich seiner Geburtstagsfeier.